# 鋨山
54°19′S 36°30′W / 54.317°S 36.500°W
鋨山是南極洲的山峰，位於南喬治亞島，處於莫雷納灣西部，海拔高度305米，由瑞典的探險隊測量，其後在1951年由英國的探險隊命名。